# Rafael dos Anjos
Rafael dos Anjos Souza (Niterói, 26 de outubro de 1984) é um lutador brasileiro de artes marciais mistas (MMA) e ex-campeão do peso-leve do UFC.

## Carreira no MMA

### Ultimate Fighting Championship
Oriundo do Jiu-jitsu, Rafael dos Anjos começou a evoluir na trocação quando começou a treinar Muay thai na MMA Kings com Rafael Cordeiro.
Rafael dos Anjos fez sua estreia no UFC 91 contra o contender Jeremy Stephens. A luta foi interrompida no terceiro round, com um uppercut que levou dos Anjos a nocaute. Stephens foi declarado vencedor por Nocaute Técnico.
Em sua segunda luta no UFC, enfrentou Tyson Griffin no UFC Fight Night 18. A luta foi uma batalha, demonstrando coração, habilidade e técnica para ambos os lutadores. Porém Griffin foi declarado vencedor por decisão unânime. A luta ganhou o prêmio de Luta da Noite.
Era esperado que Rafael enfrentasse Matt Wiman em 19 de setembro de 2009 no UFC 103, porém Wiman foi obrigado a se retirar devido a uma lesão e foi substituído por Rob Emerson. Rafael dos Anjos conseguiu uma importante vitória por decisão unânime.
Mais tarde no UFC Fight Night 20 venceu Kyle Bradley por decisão unânime.
No UFC 112 dos Anjos enfrentou Terry Etim por finalização. Sua performance rendeu o prêmio de Finalização da Noite.
Em 7 de Agosto de 2010 no UFC 117 dos Anjos enfrentou Clay Guida. Com um gancho, Guida feriu a mandíbula de dos Anjos, levando-o para a grade e pressionando a cabeça contra a jaula e finalizando no segundo round.
No UFC 132, em 2 de julho de 2011, dos Anjos nocauteou George Sotiropoulos após substituir Evan Dunham.
Em seguida, Rafael dos Anjos perdeu para Gleison Tibau no UFC 139 por decisão dividida.
Em 15 de maio de 2012, no UFC on Fuel TV: Korean Zombie vs. Poirier, dos Anjos enfrentou Kamal Shalorus. Depois de derrubar Shalorus com um chute na cabeça, dos Anjos finalizou com um mata-leão.
Depois de tomar praticamente nenhum dano na luta contra o Shalorus, dos Anjos voltou rapidamente para enfrentar Anthony Njokuani em 11 de julho de 2012 no UFC on Fuel TV: Muñoz vs. Weidman, substituindo o lesionado Paul Taylor. Ele venceu a luta por decisão unânime.
Rafael dos Anjos venceu Mark Bocek em 17 de novembro de 2012, no UFC 154, por decisão unânime.
No UFC on FX: Belfort vs. Rockhold, dos Anjos enfrentou Evan Dunham em 18 de maio de 2013. O lutador brasileiro venceu por decisão unânime.
Ele conseguiu sua quinta vitória seguida contra Donald Cerrone em 28 de maio de 2013, no UFC Fight Night: Condit vs. Kampmann II, por decisão unânime.
Após a vitória sobre Cerrone, ele era esperado para enfrentar Rustam Khabilov em 22 de fevereiro de 2014 no UFC 170. Porém, uma lesão tirou Khabilov da luta, e dos Anjos foi movido para uma luta contra o também russo Khabib Nurmagomedov em 19 de abril de 2014 no UFC on Fox: Werdum vs. Browne. Rafael dos Anjos perdeu por decisão unânime, encerrando assim sua sequência de vitórias.
Rafael enfrentou o estreante na categoria Jason High em 7 de junho de 2014 no UFC Fight Night: Henderson vs. Khabilov. Rafael venceu por nocaute técnico no segundo round.
Rafael enfrentou o ex-Campeão Peso-Leve, Benson Henderson em 23 de agosto de 2014 no UFC Fight Night: Henderson vs. dos Anjos. Na luta, Rafael acertou uma joelhada voadora que derrubou Henderson, ele se levantou rapidamente e levou um soco que o deixou inconsciente, tornando Rafael vencedor por nocaute no primeiro round.
Ele conseguiu mais uma vitória, dessa vez contra Nate Diaz em 13 de Dezembro de 2014 no UFC on Fox: dos Santos vs. Miocic por decisão unânime, em uma performance incrível.

### Cinturão do UFC
Rafael dos Anjos enfrentou o americano Anthony Pettis valendo o cinturão em 14 de março de 2015 no UFC 185, em Dallas. Ele venceu por decisão unânime (triplo 50-45), sagrando-se o primeiro brasileiro campeão dos pesos-leves da história do UFC, e ainda faturou o prêmio de Performance da Noite. Após a vitória, referindo-se ao Anthony Pettis Showtime, disparou: "O show acabou".
Sua primeira defesa de cinturão foi em uma revanche contra o americano Donald Cerrone em 19 de Dezembro de 2015 no UFC on Fox: dos Anjos vs. Cerrone II, na primeira luta Rafael venceu por decisão unânime. No segundo encontro, a luta durou pouco mais de 1 minuto, Rafael acertou um golpe que atordoou Cerrone com menos de um minuto de luta, e deu sequência nos golpes até que o árbitro interrompesse a luta aos 1:06 do primeiro round. dos Anjos ainda faturou o prêmio de Performance da Noite.

##### Lesão e perda do cinturão
Rafael Dos Anjos era esperado para enfrentar o campeão Peso Pena irlandês Conor McGregor. McGregor já havia afirmado que queria subir de categoria e se tornar o primeiro campeão em duas categorias diferentes simultaneamente. A luta ocorreria no UFC 197 no dia  5 de Março de 2016 na cidade de Las Vegas, Nevada, mas 13 dias antes de acontecer, Rafael quebrou o pé, cancelando o combate.
Dos Anjos enfrentou o ex-campeão do Bellator, Eddie Alvarez no UFC Fight Night: dos Anjos vs. Alvarez que aconteceu no dia 7 de julho de 2016. Aos 3min49s Alvarez se consagrou campeão, após uma blitz devastadora no brasileiro. O árbitro Herb Dean preservou a integridade física do, até então, atleta da Kings MMA e parou a luta.
Dos Anjos enfrentou Tony Ferguson no The Ultimate Fighter: América Latina 3, que ocorreu na Cidade do México, no dia 5 de novembro. Rafael perdeu por decisão unânime.

#### Retorno aos meio-médios
Em sua primeira luta nos meio-médios, Rafael enfrentou o lutador belga Tarec Saffiedine no UFC Fight Night: Holm vs. Correia. O lutador brasileiro venceu o combate por decisão unânime.
No UFC 215, Rafael dos Anjos finalizou Neil Magny com um katagatame no primeiro round, ganhando um bônus de US$50 mil pela Performance da Noite.
Em sua luta seguinte, Rafael enfrentou o ex-campeão da categoria Robbie Lawler. Na luta principal do UFC on Fox: Lawler vs. dos Anjos, Rafael venceu por decisão unânime.
Rafael dos Anjos enfrentou Colby Covington pelo Cinturão Meio-Médio Interino do UFC no UFC 225. Rafael foi derrotado por decisão por decisão unânime.

## Títulos e feitos
- Ultimate Fighting Championship
  - Campeão Peso Leve do UFC
  - Luta da Noite (2 vezes)
  - Finalização da Noite (1 vez)
  - Performance da Noite (3 vezes)

## Cartel no MMA
| Cartel no MMA   |             |             |
| 49 lutas        | 32 vitórias | 17 derrotas |
| Por nocaute     | 5           | 5           |
| Por finalização | 11          | 0           |
| Por decisão     | 16          | 12          |

| Res.    | Cartel | Oponente            | Método                                     | Evento                                     | Data       | Round | Tempo | Local                          | Notas |
| ------- | ------ | ------------------- | ------------------------------------------ | ------------------------------------------ | ---------- | ----- | ----- | ------------------------------ | --- |
| Derrota | 32-17  | Geoff Neal          | Nocaute Técnico (lesão no joelho)          | FC 308: Topuria vs. Holloway               | 26/10/2024 | 1     | 1:30  | Abu Dhabi                      | |
| Derrota | 32-16  | Mateusz Gamrot      | Decisão (unânime)                          | UFC 299: O'Malley vs. Vera 2               | 09/03/2024 | 3     | 5:00  | Miami, Flórida                 | Luta no peso-leve. |
| Derrota | 32-15  | Vicente Luque       | Decisão (unânime)                          | UFC on ESPN: Luque vs. dos Anjos           | 12/08/2023 | 5     | 5:00  | Las Vegas, Nevada              | |
| Vitória | 32-14  | Bryan Barberena     | Finalização (mata-leão)                    | UFC on ESPN: Thompson vs. Holland          | 03/12/2022 | 2     | 3:20  | Orlando, Flórida               | Retorno aos Meio-Médios. |
| Derrota | 31-14  | Rafael Fiziev       | Nocaute (socos)                            | UFC on ESPN: dos Anjos vs. Fiziev          | 09/07/2022 | 5     | 0:18  | Las Vegas, Nevada              | |
| Vitória | 31-13  | Renato Moicano      | Decisão (unânime)                          | UFC 272: Covington vs. Masvidal            | 05/03/2022 | 5     | 5:00  | Las Vegas, Nevada              | |
| Vitória | 30-13  | Paul Felder         | Decisão (dividida)                         | UFC Fight Night: Felder vs. dos Anjos      | 14/11/2020 | 5     | 5:00  | Las Vegas, Nevada              | Retorno aos Leves; Luta da Noite.                                                                                                   |
| Derrota | 29-13  | Michael Chiesa      | Decisão (unânime)                          | UFC Fight Night: Blaydes vs. dos Santos    | 25/01/2020 | 3     | 5:00  | Raleigh, Carolina do Norte     | |
| Derrota | 29-12  | Leon Edwards        | Decisão (unânime)                          | UFC on ESPN: dos Anjos vs. Edwards         | 20/07/2019 | 5     | 5:00  | San Antonio, Texas             | |
| Vitória | 29-11  | Kevin Lee           | Finalização (katagatame)                   | UFC Fight Night: dos Anjos vs. Lee         | 18/05/2019 | 4     | 3:47  | Rochester, New York            | |
| Derrota | 28-11  | Kamaru Usman        | Decisão (unânime)                          | The Ultimate Fighter: Heavy Hitters Finale | 30/11/2018 | 5     | 5:00  | Las Vegas, Nevada              | |
| Derrota | 28-10  | Colby Covington     | Decisão (unânime)                          | UFC 225: Whittaker vs. Romero II           | 09/06/2018 | 5     | 5:00  | Chicago, Illinois              | Pelo Cinturão Meio-Médio Interino do UFC.                                                                                           |
| Vitória | 28-9   | Robbie Lawler       | Decisão (unânime)                          | UFC on Fox: Lawler vs. dos Anjos           | 16/12/2017 | 5     | 5:00  | Winnipeg, Manitoba             | |
| Vitória | 27-9   | Neil Magny          | Finalização (katagatame)                   | UFC 215: Nunes vs. Shevchenko II           | 09/09/2017 | 1     | 3:43  | Edmonton, Alberta              | Performance da Noite. |
| Vitória | 26-9   | Tarec Saffiedine    | Decisão (unânime)                          | UFC Fight Night: Holm vs. Correia          | 17/06/2017 | 3     | 5:00  | Kallang                        | Estreia nos Meio-Médios. |
| Derrota | 25-9   | Tony Ferguson       | Decisão (unânime)                          | The Ultimate Fighter: América Latina 3     | 05/11/2016 | 5     | 5:00  | Cidade do México               | Luta da Noite |
| Derrota | 25-8   | Eddie Alvarez       | Nocaute Técnico (socos)                    | UFC Fight Night: dos Anjos vs. Alvarez     | 07/07/2016 | 1     | 3:49  | Las Vegas, Nevada              | Perdeu o Cinturão Peso Leve do UFC.                                                                                                 |
| Vitória | 25-7   | Donald Cerrone      | Nocaute Técnico (socos)                    | UFC on Fox: dos Anjos vs. Cerrone II       | 19/12/2015 | 1     | 1:06  | Orlando, Florida               | Defendeu o Cinturão Peso Leve do UFC; Quebrou o recorde para a luta mais rápida valendo o cinturão dos Leves; Performance da Noite. |
| Vitória | 24-7   | Anthony Pettis      | Decisão (unânime)                          | UFC 185: Pettis vs. dos Anjos              | 14/03/2015 | 5     | 5:00  | Dallas, Texas                  | Ganhou o Cinturão Peso Leve do UFC; Performance da Noite.                                                                           |
| Vitória | 23-7   | Nate Diaz           | Decisão (unânime)                          | UFC on Fox: dos Santos vs. Miocic          | 13/12/2014 | 3     | 5:00  | Phoenix, Arizona               | |
| Vitória | 22-7   | Ben Henderson       | Nocaute Técnico (joelhada voadora e socos) | UFC Fight Night: Henderson vs. dos Anjos   | 23/08/2014 | 1     | 2:31  | Tulsa, Oklahoma                | Performance da Noite. |
| Vitória | 21-7   | Jason High          | Nocaute Técnico (socos)                    | UFC Fight Night: Henderson vs. Khabilov    | 07/06/2014 | 2     | 3:36  | Albuquerque, Novo México       | |
| Derrota | 20-7   | Khabib Nurmagomedov | Decisão (unânime)                          | UFC on Fox: Werdum vs. Browne              | 19/04/2014 | 3     | 5:00  | Orlando, Flórida               | |
| Vitória | 20-6   | Donald Cerrone      | Decisão (unânime)                          | UFC Fight Night: Condit vs. Kampmann II    | 28/08/2013 | 3     | 5:00  | Indianápolis, Indiana          | |
| Vitória | 19-6   | Evan Dunham         | Decisão (unânime)                          | UFC on FX: Belfort vs. Rockhold            | 18/05/2013 | 3     | 5:00  | Jaraguá do Sul, Santa Catarina | |
| Vitória | 18-6   | Mark Bocek          | Decisão (unânime)                          | UFC 154                                    | 17/11/2012 | 3     | 5:00  | Montreal, Quebec               | |
| Vitória | 17-6   | Anthony Njokuani    | Decisão (unânime)                          | UFC on Fuel TV: Muñoz vs. Weidman          | 11/07/2012 | 3     | 5:00  | San José, Califórnia           | |
| Vitória | 16-6   | Kamal Shalorus      | Finalização (mata-leão)                    | UFC on Fuel TV: Korean Zombie vs. Poirier  | 15/05/2012 | 1     | 1:40  | Fairfax, Virgínia              | |
| Derrota | 15-6   | Gleison Tibau       | Decisão (dividida)                         | UFC 139                                    | 19/11/2011 | 3     | 5:00  | San José, Califórnia           | |
| Vitória | 15-5   | George Sotiropoulos | Nocaute (soco)                             | UFC 132                                    | 02/07/2011 | 1     | 0:59  | Las Vegas, Nevada              | |
| Derrota | 14-5   | Clay Guida          | Nocaute Técnico (mandíbula quebrada)       | UFC 117                                    | 07/08/2010 | 3     | 1:51  | Oakland, Califórnia            | |
| Vitória | 14-4   | Terry Etim          | Finalização (chave de braço)               | UFC 112                                    | 10/04/2010 | 2     | 4:30  | Abu Dhabi                      | Finalização da Noite |
| Vitória | 13-4   | Kyle Bradley        | Decisão (unânime)                          | UFC Fight Night: Maynard vs. Diaz          | 11/01/2010 | 3     | 5:00  | Fairfax, Virgínia              | |
| Vitória | 12-4   | Rob Emerson         | Decisão (unânime)                          | UFC 103                                    | 19/09/2009 | 3     | 5:00  | Dallas, Texas                  | |
| Derrota | 11-4   | Tyson Griffin       | Decisão (unânime)                          | UFC Fight Night: Condit vs. Kampmann       | 01/04/2009 | 3     | 5:00  | Nashville, Tennessee           | Luta da Noite |
| Derrota | 11-3   | Jeremy Stephens     | Nocaute (socos)                            | UFC 91                                     | 15/11/2008 | 3     | 0:39  | Las Vegas, Nevada              | Estreia no UFC. |
| Vitória | 11-2   | Takafumi Otsuka     | Decisão (dividida)                         | Fury FC 6 - High Voltage                   | 12/07/2008 | 3     | 5:00  | Rio de Janeiro                 | |
| Vitória | 10-2   | Takaichi Hirayama   | Finalização (chave de braço)               | Pancrase - Shining 5                       | 01/06/2008 | 1     | 1:25  | Tokyo                          | |
| Vitória | 9-2    | Gabriel Veiga       | Decisão (unânime)                          | Fury FC 5 - Final Conflict                 | 06/12/2007 | 3     | 5:00  | São Paulo                      | |
| Vitória | 8-2    | Danilo Cherman      | Finalização (kimura)                       | Fury FC 4 - High Voltage                   | 04/08/2007 | 2     | 3:38  | Teresopolis                    | |
| Vitória | 7-2    | Mauricio Souza      | Finalização (mata-leão)                    | XFC - Brazil                               | 29/04/2007 | 1     | 6:24  | Rio de Janeiro                 | |
| Vitória | 6-2    | Thiago Minu         | Finalização (mata-leão)                    | XFC - Brazil                               | 29/04/2007 | 1     | 7:28  | Rio de Janeiro                 | |
| Vitória | 5-2    | Johil de Oliveira   | Finalização (mata-leão)                    | Juiz de Fora - Fight 4                     | 07/04/2007 | 1     | 2:50  | Juiz de Fora                   | |
| Vitória | 4-2    | Mateus Trindade     | Decisão (unânime)                          | Shooto - Brazil 11                         | 24/03/2007 | 3     | 5:00  | Rio de Janeiro                 | |
| Vitória | 3-2    | Diogo Oliveira      | Finalização (chave de braço)               | TFMMA - Top Fighter MMA 2                  | 25/10/2006 | 2     | N/A   | Rio de Janeiro                 | |
| Derrota | 2-2    | Jorge Britto        | Decisão (dividida)                         | Arena - BH Combat                          | 04/06/2005 | 3     | 5:00  | Brasil                         | |
| Vitória | 2-1    | Felipe Arinelli     | Nocaute Técnico (interrupção médica)       | Juiz de Fora - Fight 2                     | 26/04/2005 | 2     | N/A   | Brasil                         | |
| Vitória | 1-1    | João Paulo          | Decisão (unânime)                          | Arena - BH                                 | 09/10/2004 | 3     | 5:00  | Minas Gerais                   | |
| Derrota | 0-1    | Adriano Abu         | Decisão (dividida)                         | Juiz de Fora - Fight 1                     | 25/09/2004 | 3     | 5:00  | Juiz de Fora                   | |